# Leiwen

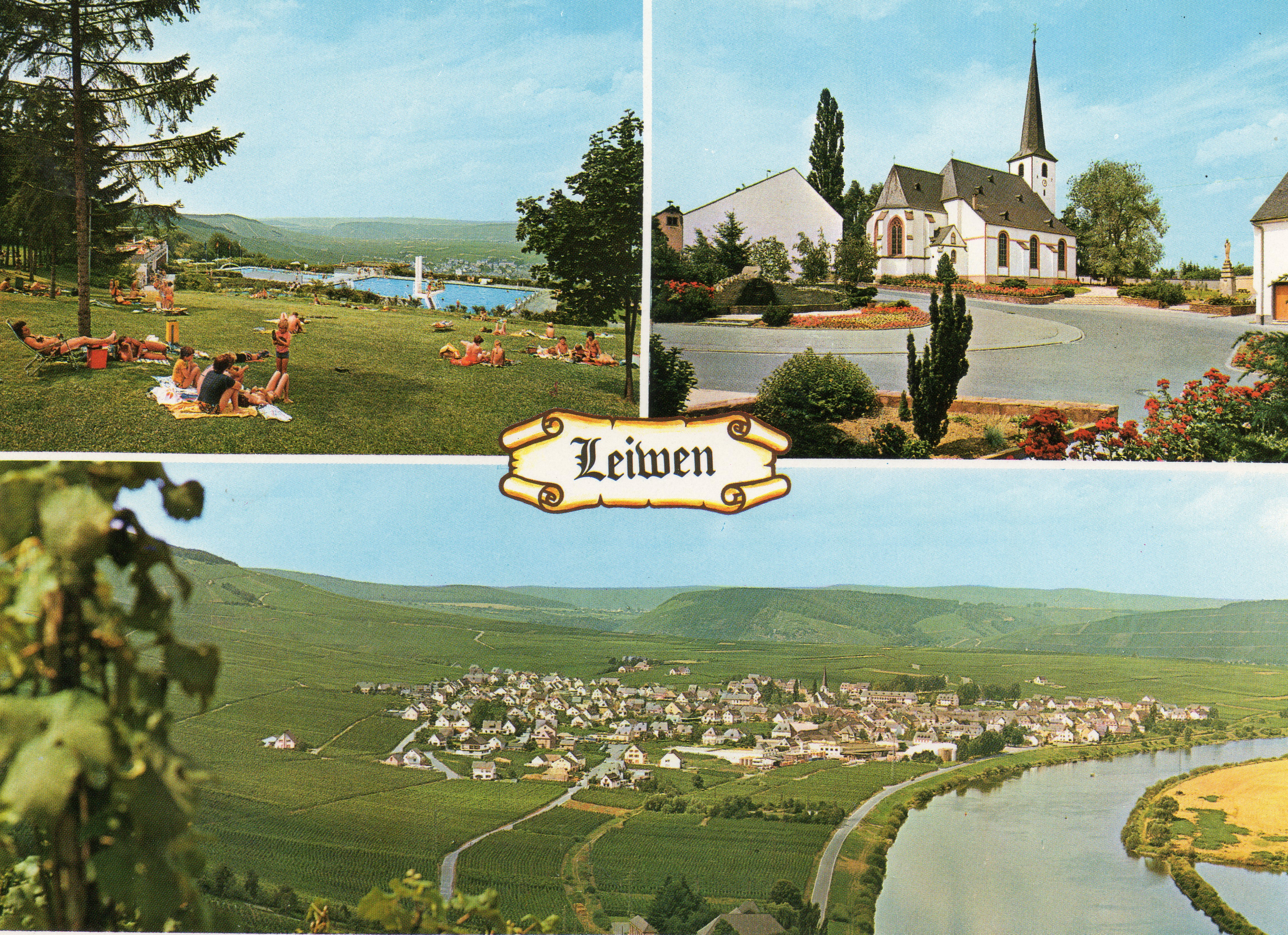
Leiwener Motive auf einer Ansichtskarte von 1976

Leiwen an der Mosel ist eine Ortsgemeinde im Landkreis Trier-Saarburg in Rheinland-Pfalz. Sie gehört der Verbandsgemeinde Schweich an der Römischen Weinstraße an. Leiwen ist ein staatlich anerkannter Erholungsort.

## Geographie
Leiwen ist Namensgeber der naturräumlichen Einheit Leiwener Moselrandhöhen.
Ein Ortsteil von Leiwen ist die Leiwener Mühle im Dhrontal.
Südöstlich des Ortes liegt auf der Höhe die Siedlung Zummeterhof.
Nachbargemeinden sind Köwerich, Trittenheim, Heidenburg, Büdlich, Detzem und Thörnich.

### Klima
Der Jahresniederschlag beträgt 724 mm.

## Geschichte
Unter dem Namen „Lyve“ oder „Lyue“ wurde der Ort erstmals in einer Urkunde vom 1. September 802 erwähnt, als Karl der Große anlässlich einer Schenkung zugunsten des Trierer Erzbischofs Weomad eine Grenzbeschreibung fertigen ließ.
Der Name des Ortes entstand wahrscheinlich aus dem lateinischen Wort clivus (Abhang, Steilheit, ansteigende Straße), jenem Pfad, der bei Leiwen die römische Handelsstraße auf der Höhe des Talrandes mit der Straße unten an der Mosel verband. Der untere Moselweg gab auch Detzem seinen Namen, da dort der zehnte Meilenstein steht. Oberhalb von Leiwen bietet die Zummethöhe einen eindrucksvollen Blick ins Moseltal auf die Trittenheimer Moselschleife. Hier soll Kaiser Augustus einer lokalen Sage zufolge seiner Gemahlin Livia (58 v. – 29 n. Chr.) eine prunkvolle Villa als Sommerresidenz errichtet haben, wovon volksetymologisch auch der Ortsname Leiwen hergeleitet wurde. Entsprechend zeigt auch das Ortswappen eine römische Münze mit dem Porträt Livias. An archäologischen Überresten aus römischer Zeit sind auf dem Territorium des Ortes zwei Landgüter (villae rusticae) gefunden worden.
Leiwen wurde 1816 Sitz der Bürgermeisterei Leiwen im Landkreis Trier, der 1969 im Landkreis Trier-Saarburg aufging.

## Politik

### Gemeinderat
Der Ortsgemeinderat in Leiwen besteht aus 16 Ratsmitgliedern, die bei der Kommunalwahl am 9. Juni 2024 in einer personalisierten Verhältniswahl gewählt wurden, und dem ehrenamtlichen Ortsbürgermeister als Vorsitzendem.
Die Sitzverteilung im Gemeinderat:
| Wahl | SPD | CDU | FWG * | Gesamt   |
| ---- | --- | --- | ----- | -------- |
| 2024 | –   | 10  | 6     | 16 Sitze |
| 2019 | 3   | 9   | 4     | 16 Sitze |
| 2014 | 5   | 8   | 3     | 16 Sitze |
| 2009 | 5   | 8   | 3     | 16 Sitze |
| 2004 | 5   | 8   | 3     | 16 Sitze |
| 1999 | 6   | 7   | 3     | 16 Sitze |

### Ortsbürgermeister
Joachim Hagen wurde am 2. Juli 2024 Ortsbürgermeister von Leiwen. Bei der Direktwahl am 9. Juni 2024 war er als einziger Bewerber mit einem Stimmenanteil von 90,9 % für fünf Jahre gewählt worden.
Hagens Vorgänger Sascha Hermes (CDU) war bei einer Stichwahl im Juni 2014 als Nachfolger von Claus Feller (SPD) zum neuen Ortsbürgermeister gewählt und bei der Direktwahl im Mai 2019 für weitere fünf Jahre in seinem Amt bestätigt worden.

### Wappen
| Wappen von Leiwen | Blasonierung: „Das Wappen ist geteilt und in der oberen Hälfte gespalten. Oben links in Rot eine Silbermünze mit dem Bildnis der Kaiserin Livia. Rechts oben in Silber ein rotes Balkenkreuz. Unten in Gold eine grüne Weintraube mit zwei Blättern, beiderseits begleitet von einem Rebmesser mit blauer Klinge und rotem Griff.“ |
| Wappen von Leiwen | |

### Gemeindepartnerschaften
- Le Mesnil-sur-Oger, Département Marne
- Zülpich, Kreis Euskirchen

## Kultur und Sehenswürdigkeiten

### Sehenswürdigkeiten
- Fachwerkhaus Leiwen (Zehnthof). Das Ende des 15. Jahrhunderts errichtete Wohnhaus (dendrochronologisch 1485/86 datiert) wurde 1558 (Jahreszahl am zweitverwendeten Türpfosten) und 1824 (Datierung am Türsturz) umgebaut, 1936 instand gesetzt sowie 1976 und 1984 restauriert. Bis 1999 war das Fachwerkhaus noch bewohnt. Nach erneutem Umbau auf den ursprünglichen Charakter beherbergt es heute ein kleines Speiselokal.
- Kurtrierer Hof, ehemaliges Hofgut und Sitz des kurfürstlichen Verwalters, des Meiers, in der Tränkgasse. Das Portal zeigt eine Datierung von 1610. Das Hofgebäude stammt aus der Renaissancezeit. Heute befindet sich ein Weingut mit Weinstube darin.
- Katholische Pfarrkirche St. Stephanus, erbaut um 1500. Chor, Joch und der Schluss um 1500. Langhaus und Westturm 1769 nach Plänen von Johannes Seiz durch seinen Bruder Andreas erbaut. Ausstattung der Erbauungszeit in reichen Rokokoformen. Monstranz um 1460/70. In der Krypta sind noch originalerhaltene Reste der gotischen Ausmalung aus dem 16. Jahrhundert zu besichtigen.
- Euchariuskapelle, heute Heimat- und Weinmuseum, 1609 erstmals erwähnt, sind archäologische Funde aus vergangenen Epochen ausgestellt. Hervorzuheben ist eine Säulenfigur aus dem 11. Jahrhundert. In der angegliederten Scheune sind im Erdgeschoss eine komplette Küferwerkstatt, eine Destillationsanlage und der Weg von der „Traube am Stock“ zum „Wein in der Flasche“ (um 1950) zu sehen. Dass diese Gegend schon zu Zeiten der Römer besiedelt gewesen ist, zeigen die Ausgrabungen von römischen Landvillen in der Umgebung. Außerdem dokumentieren historische Fotografien das Leben der Leiwener zu Beginn des 20. Jahrhunderts.
- Jüdischer Friedhof, Friedhof der ehemaligen jüdischen Gemeinde von Leiwen (1592–1938) und Klüsserath. Der Friedhof ist eine mahnende Erinnerung an die ehemalige jüdische Gemeinde von Leiwen, die ein Opfer der nationalsozialistischen Gewaltherrschaft wurde.
- Weinbrunnen Leiwen, gestaltet von Adolf Herbig aus Enkenbach-Alsenborn, gestiftet von der Firma Carl Reh 1970 anlässlich ihres 50-jährigen Bestehens.
- Gerichtshaus aus dem frühen 17. Jahrhundert in der Tränkgasse: der Portalsturz zeigt eine Datierung von 1610. Das Hofgebäude stammt aus der Renaissancezeit.
- Skulpturenpark Bohnengarten, ein naturnaher Skulpturenpark mit ausschließlich heimischer Bepflanzung auf 12.000 m², darunter eine Skulptur aus Kalkstein und Bronze von Guy Charlier.
- Das Dhronkraftwerk Leiwen, 1913 in Betrieb genommen, liegt unmittelbar an der Mosel, unweit vom Ort; es ist immer noch funktionstüchtig. Sehenswert ist die wenige Kilometer entfernt liegende Dhrontalsperre, deren Wasser das Kraftwerk in Leiwen speist.
- Friedenskapelle am Josefsberg[13]

Bildergalerie

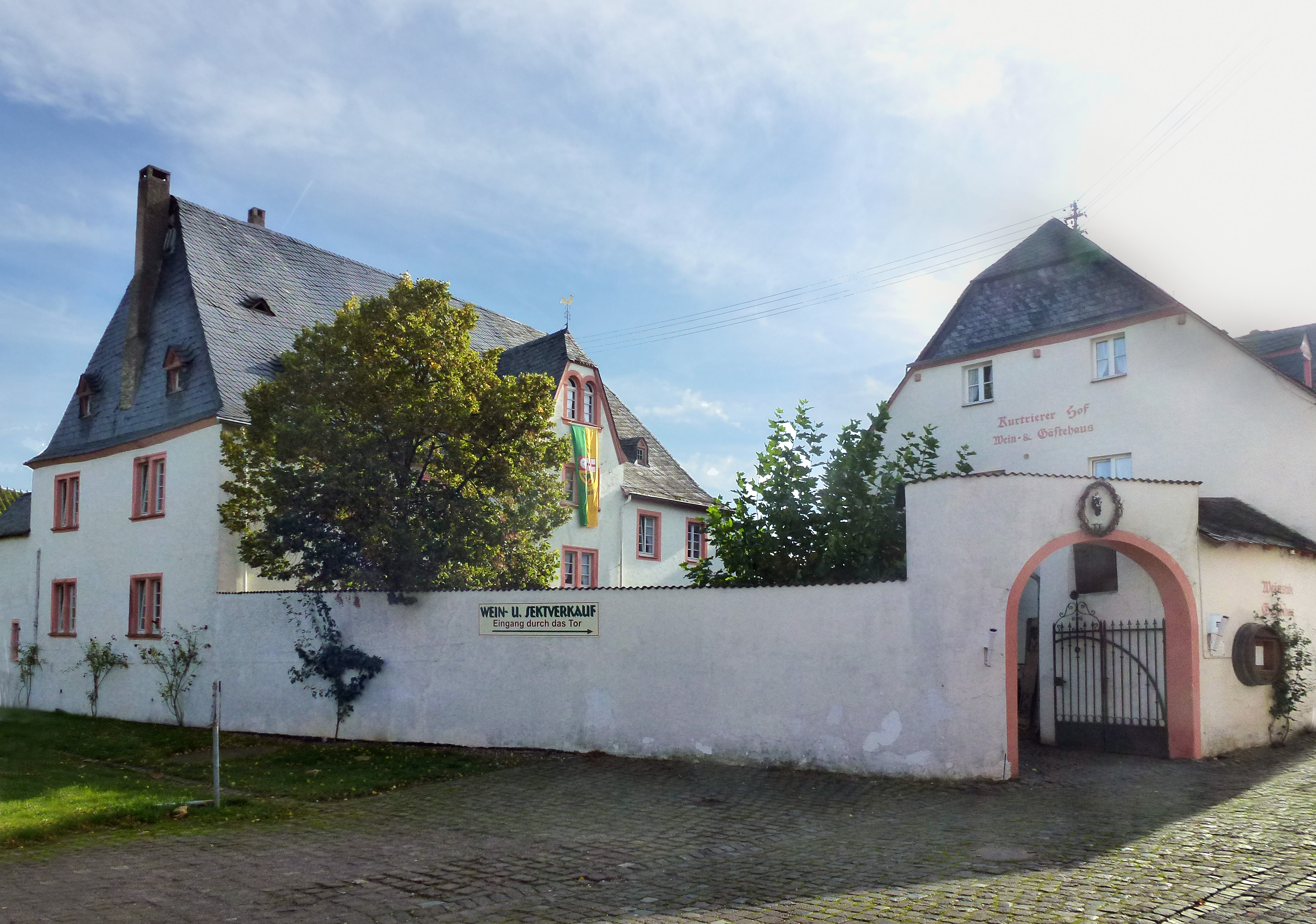
Kurtrierer Hof
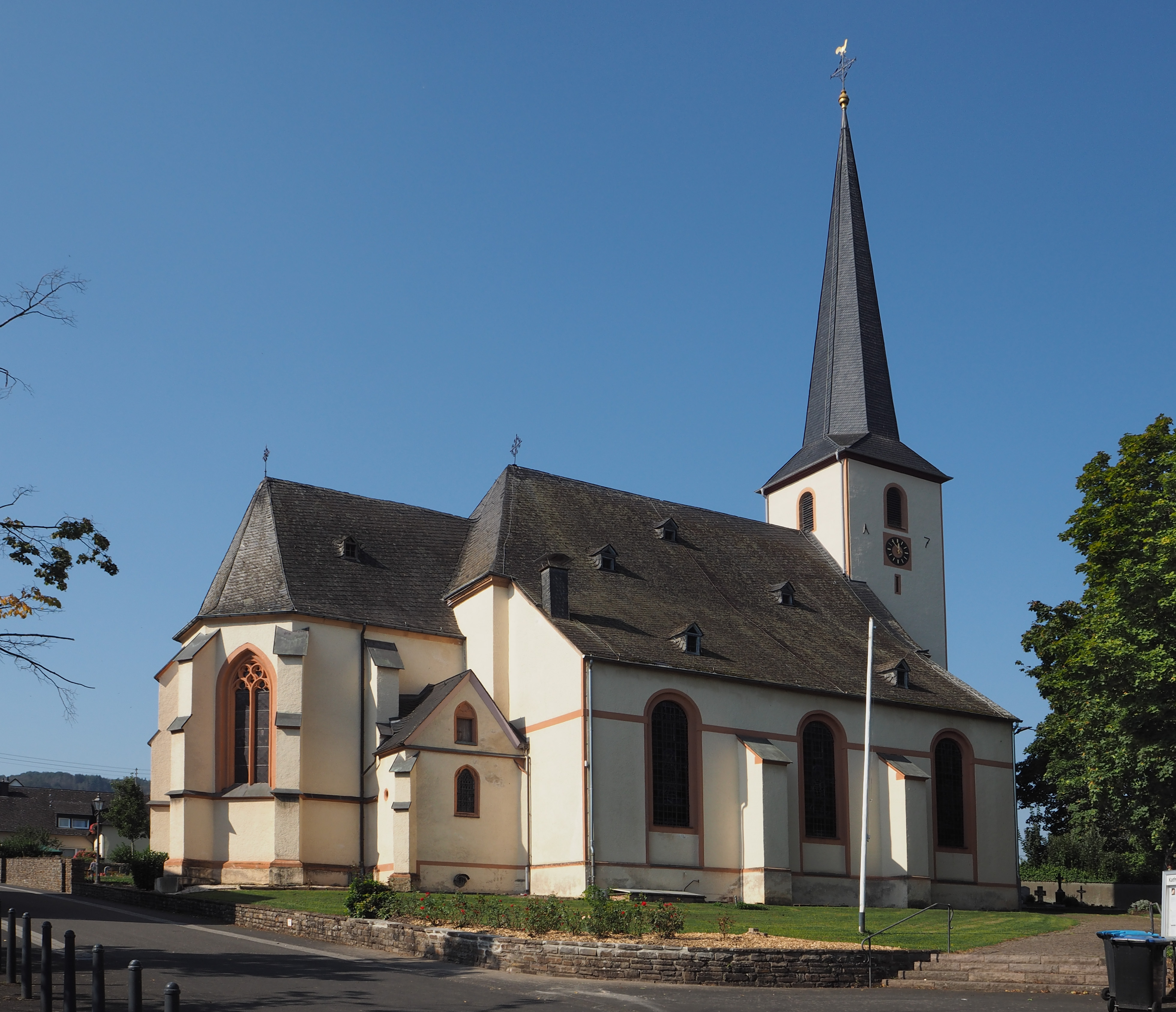
Katholische Pfarrkirche Sankt Stephanus
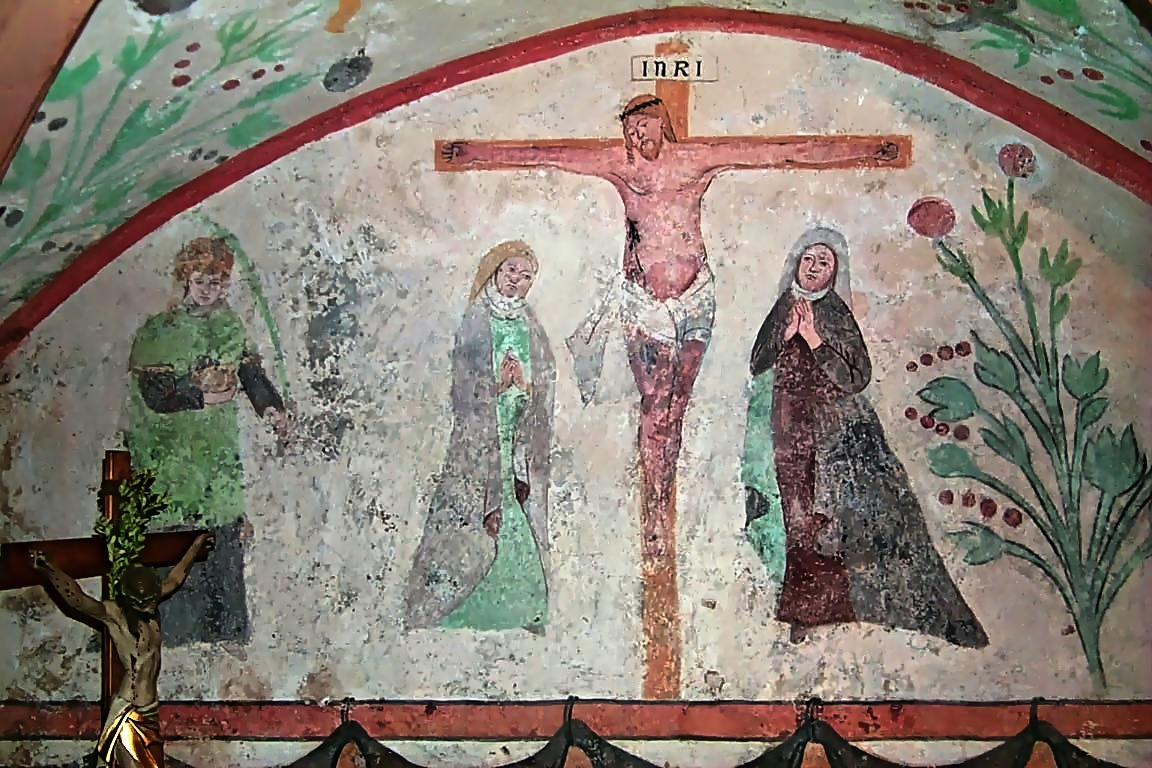
Katholische Pfarrkirche, Gotische Fresken in der Krypta
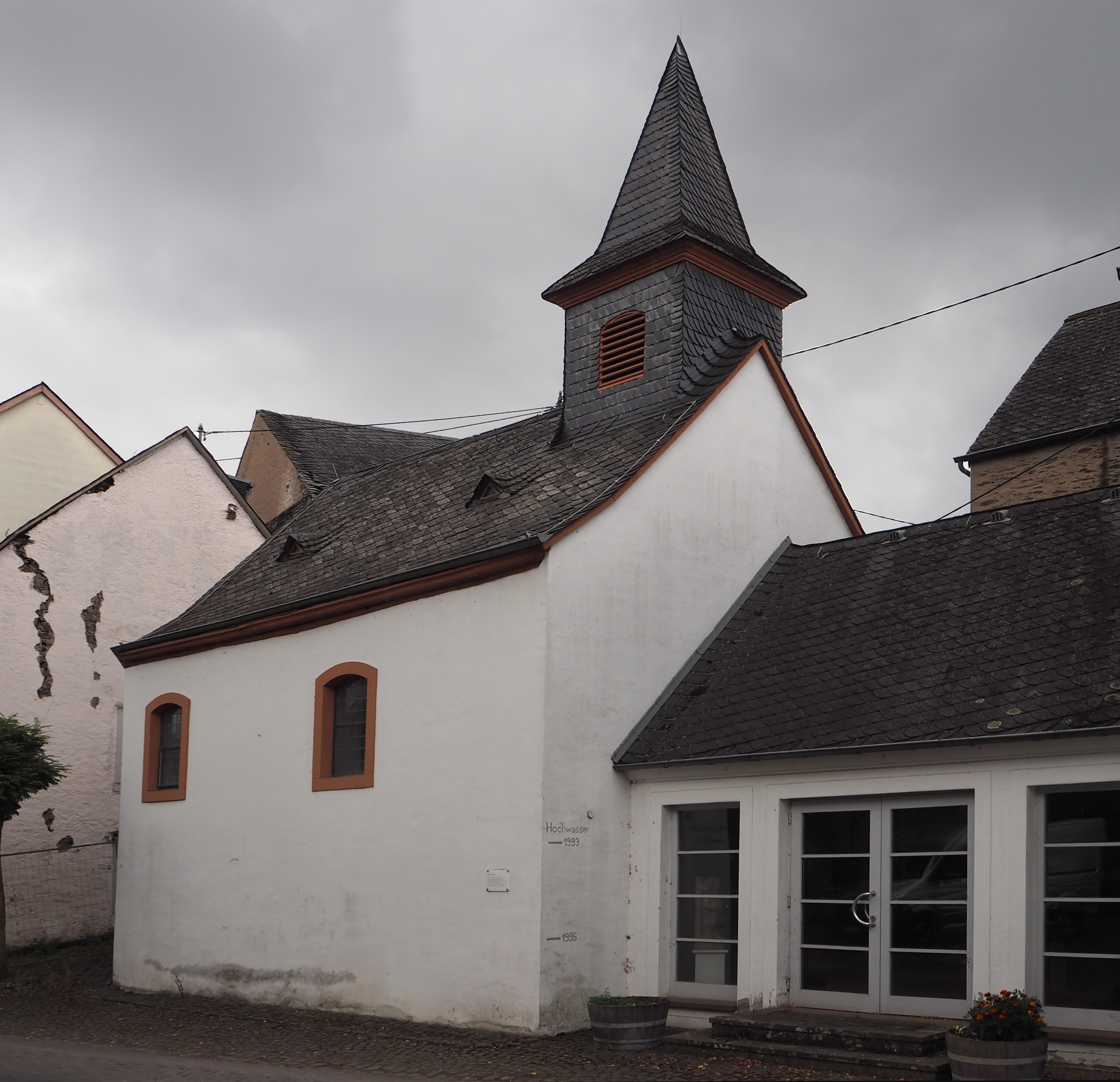
Euchariuskapelle, zeitweilig Heimat- und Weinmuseum Leiwen
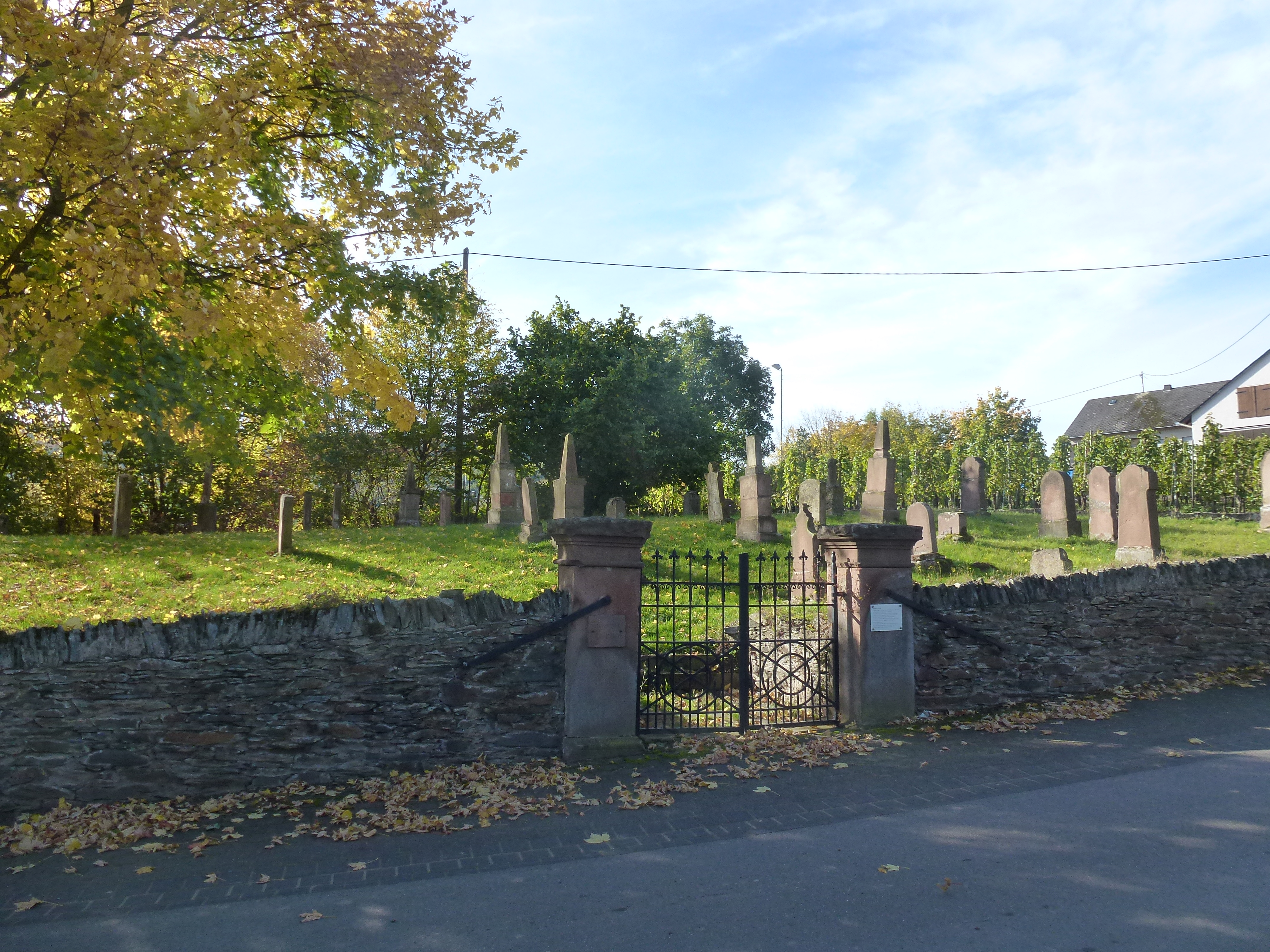
Jüdischer Friedhof
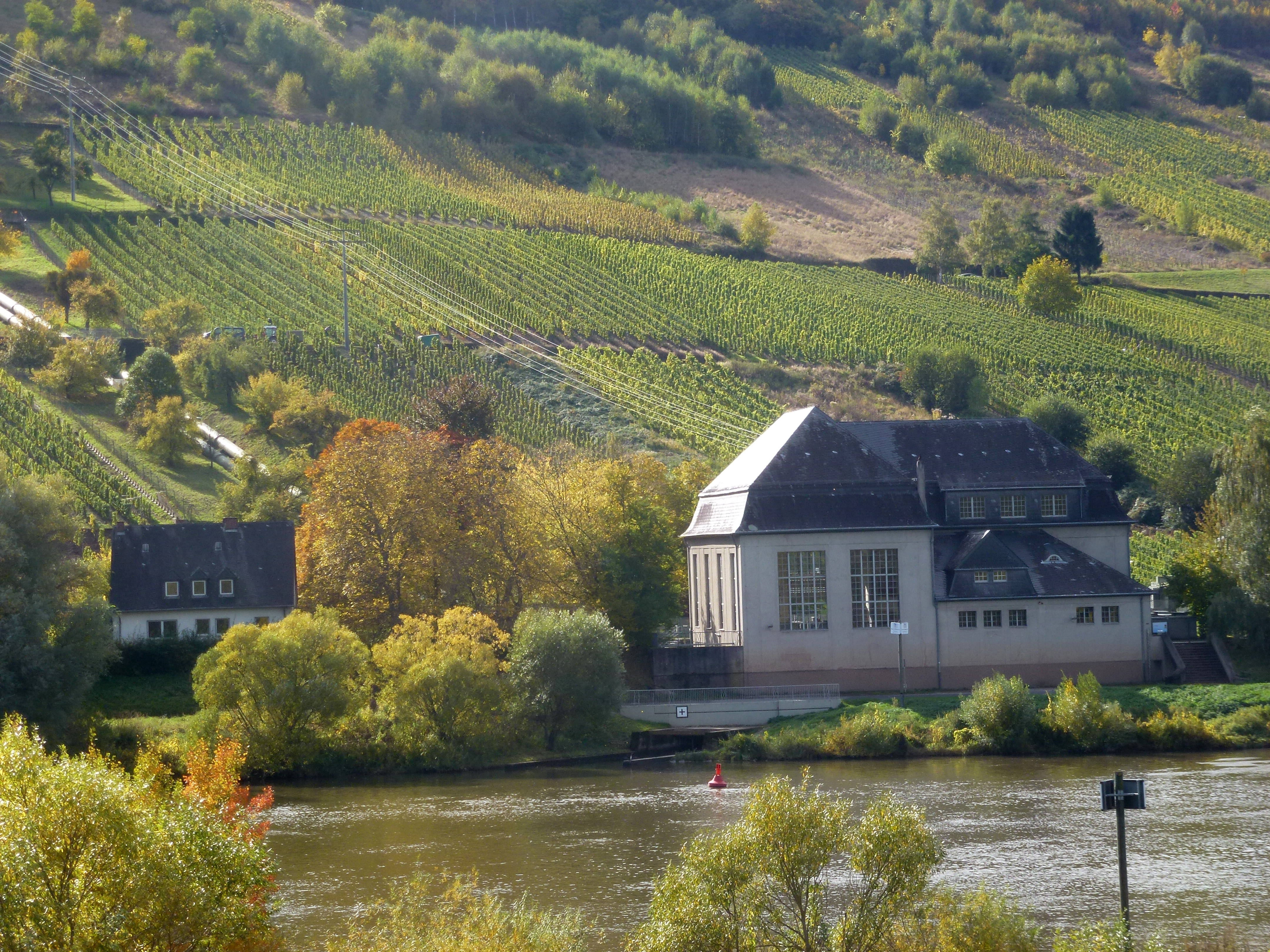
Laufwasserkraftwerk Dhrontalsperre

### Sport
Der örtliche Sportverein SV Leiwen 1946 (jetzt SV Leiwen-Köwerich 2000 e. V.) gehörte von 1971 bis 1978 der Fußball-Amateurliga Rheinland und von 1979 bis 1990 mit Unterbrechungen der Oberliga Südwest an.
In der Kegel-Bundesliga (Schere) wurde der KSC Leiwen 1980 Deutscher Klubmeister.

### Regelmäßige Veranstaltungen
- Das große Weinfest mit offizieller Krönung der Leiwener Weinkönigin und ihrer zwei Prinzessinnen, der Festumzug und die öffentliche Weinprobe finden am dritten Augustwochenende statt.
- In der Römerstraße findet am ersten Septemberwochenende das Weinlesestraßenfest statt, bei dem die Winzer des Ortes persönlich in vielen Ständen neben ihren besten Weinen auch regionale, moseltypische Speisen anbieten.

## Wirtschaft und Infrastruktur
Hauptwirtschaftszweig ist der Weinbau und seine Vermarktung.
Eine wichtige Einnahmequelle ist der Tourismus (Jahr 2009: Betten: 2.780, Gäste: 95.431, Übernachtungen: 400.790). Leiwen verfügt über zwei große Ferienparks: Der Landal Greenpark „Sonnenberg“ ist vor allem bei Familien ein beliebtes Ausflugsziel. Im Jahre 1999 wurde der „Eurostrand Mosel“ eröffnet. Hier hat man sich auf Gruppen und Vereine spezialisiert. Nach dem Bau des Freizeitparks „Eurostrand“ konnte Leiwen seine Tourismuszahlen jährlich steigern. Seit 2014 führt der Moselsteig durch den Ort.
Leiwen ist geprägt vom Weinbau und mit 273 Hektar bestockter Rebfläche nach Piesport und Zell größte Weinbaugemeinde der Mosel. Es wird traditionell überwiegend Riesling angebaut. Der Anteil von Weißweinreben liegt bei 94,2 %.
Zu einer Zäsur des Leiwener Weinbaus kam es im Jahr 1985 durch die neu gegründete Vereinigung „Leiwener Jungwinzer“. Weg von der Massenerzeugung, hin zu weniger Ertrag, sorgfältiger Lese und schonender Weinbehandlung im Keller waren das erfolgreiche Konzept. Der Wettbewerb in Definitionsproben gilt bis heute als wichtigster Schritt zur Qualitätsoptimierung.
Weinlagen
- Leiwener Klostergarten
- Leiwener Laurentiuslay
- Großlage: Sankt Michael

Leiwen ist auch ein Ort mit intaktem Einzelhandel und eines der wenigen Dörfer, in dem sich noch zwei Banken befinden, eine Geschäftsstelle der Sparkasse Trier und der Hauptsitz der Raiffeisenbank Mehring-Leiwen.
Im Juli 2008 gewann Leiwen im Wettbewerb „Unser Dorf hat Zukunft“ im Landesentscheid von Rheinland-Pfalz die Bronzemedaille.
Seit 2011 wirbt Leiwen mit dem Slogan „Leiwen – ein starkes Stück Mosel“.

### Verkehr
Leiwen liegt an den Landesstraßen 48 und 148 sowie an den Kreisstraßen 86 und 91.
Der Mosel-Radweg führt durch den Ort.
Früher gab es die Moselbahn, heute bedienen die Busse der Moselbahn GmbH den Ort.

## Persönlichkeiten des Ortes
- Johannes von Leiwen, Kanoniker des Stifts St. Simeon in Trier, Dichter und Astronom, 14. Jh.[15][16]
- Carl Reh (1898–1962), Gründer des Weinbau- und Weinhandelsunternehmens Reh Kendermann
- Nikolaus Weis (1905–1971), Landtagsabgeordneter von 1951 bis 1971
- Stefan Andres (1906–1970), Schriftsteller (geboren in Trittenheim, getauft in Leiwen)
- Heinz Weis (* 1963), Weltmeister (1997) im Hammerwurf
- Günter Reh, Unternehmer und 1. Ehrenbürger von Leiwen
- Herbert Reh, Unternehmer und 2. Ehrenbürger von Leiwen